# Cloreto de tiofosforila
Cloreto de tiofosforila é um composto inorgânico com a fórmula PSCl3. É um líquido incolor, fumante com um odor pungente. É sintetizado do cloreto de fósforo e usado para tiofosforilar compostos orgânicos, tal como na produção de inseticidas.

## Síntese
Cloreto de tiofosforila pode ser produzido por diversas reações iniciando-se com o tricloreto de fósforo. A mais comum e prática síntese, portanto, utilizada na fabricação industrial, está em reagir diretamente tricloreto de fósforo com excesso de enxofre a 180 °C. 
PCl3 + S → PSCl3
Usando este método, o rendimento pode ser muito alto, após a purificação por destilação. Os catalisadores podem promover a reação a temperaturas mais baixas, mas não são necessários.
Alternativamente, a reação de pentassulfeto de fósforo e pentacloreto de fósforo também produz cloreto de tiofosforila com rendimento em torno de 70%.
3 PCl5 + P2S5 → 5 PSCl3

## Reações
PSCl3 é solúvel em benzeno, tetracloreto de carbono, clorofórmio e dissulfeto de carbono. Entretanto, hidroliza-se rapidamente em soluções básicas ou hidroxílicas, tais como álcoois e aminas, produzindo tiofosfatos. Em água PSCl3 reage, e dependendo das condições da reação, produz tanto ácido fosfórico, sulfeto de hidrogênio e ácido clorídrico ou ácido diclorotiofosfórico e ácido clorídrico.
PSCl3 + 4 H2O → H3PO4 + H2S + 3 HCl
PSCl3 + H2O → HOP(S)Cl2 + HCl
PSCl3 é usado para tiofosforilar, ou adicionar P=S, a comportos orgânicos.  esta conversão é largamente aplicável para aminas e álcoois, assim como amino-álcoois, dióis e siaminas.